# Ruta Nacional 4 (Japón)
La Ruta Nacional 4 (国道4号 Kokudō Yon-gō?) es una carretera japonesa desde Tokio a la Prefectura de Aomori. 

## Detalles de la ruta

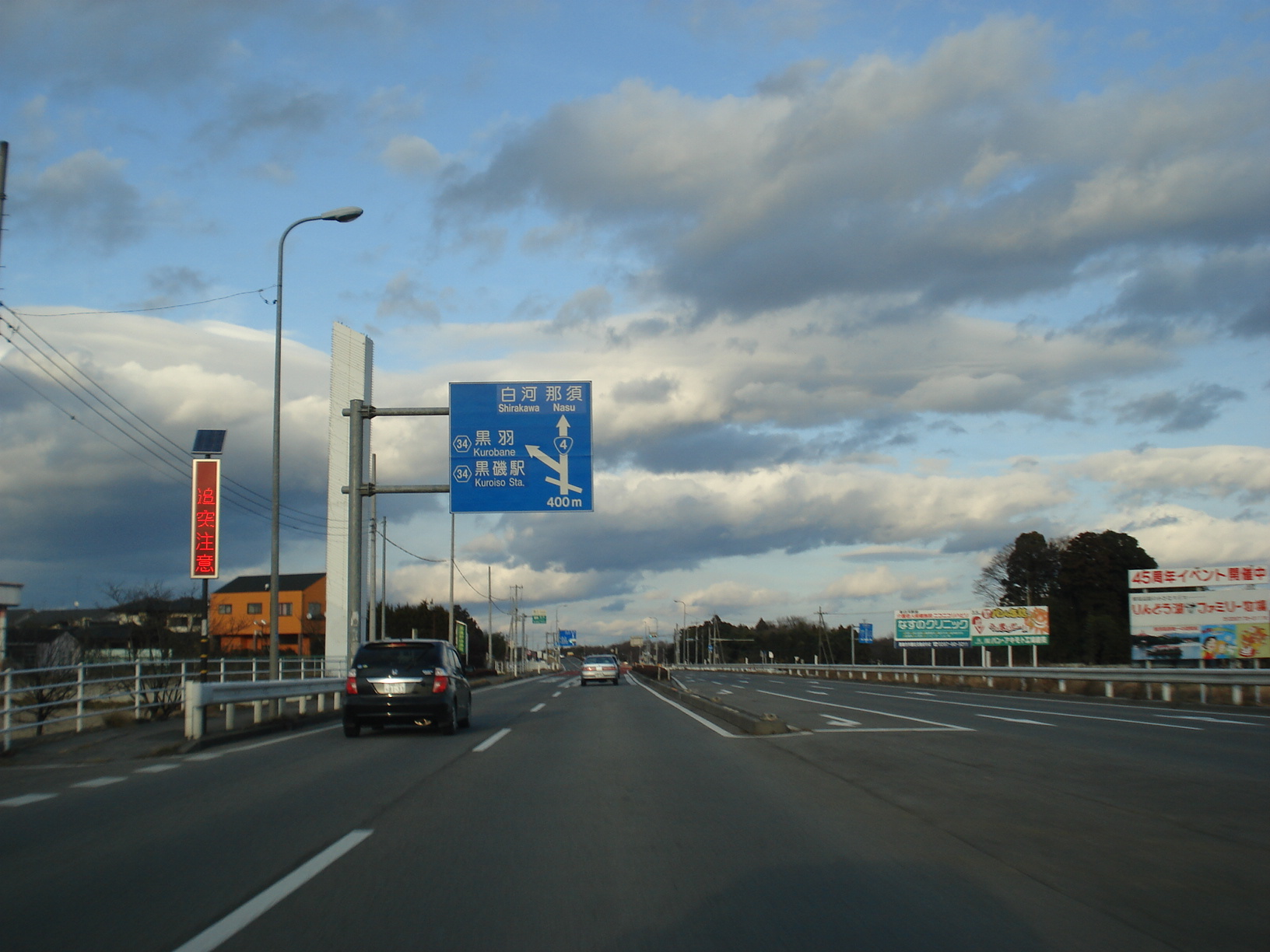
Ruta Nacional 4 en Nasushiobara (Tochigi).

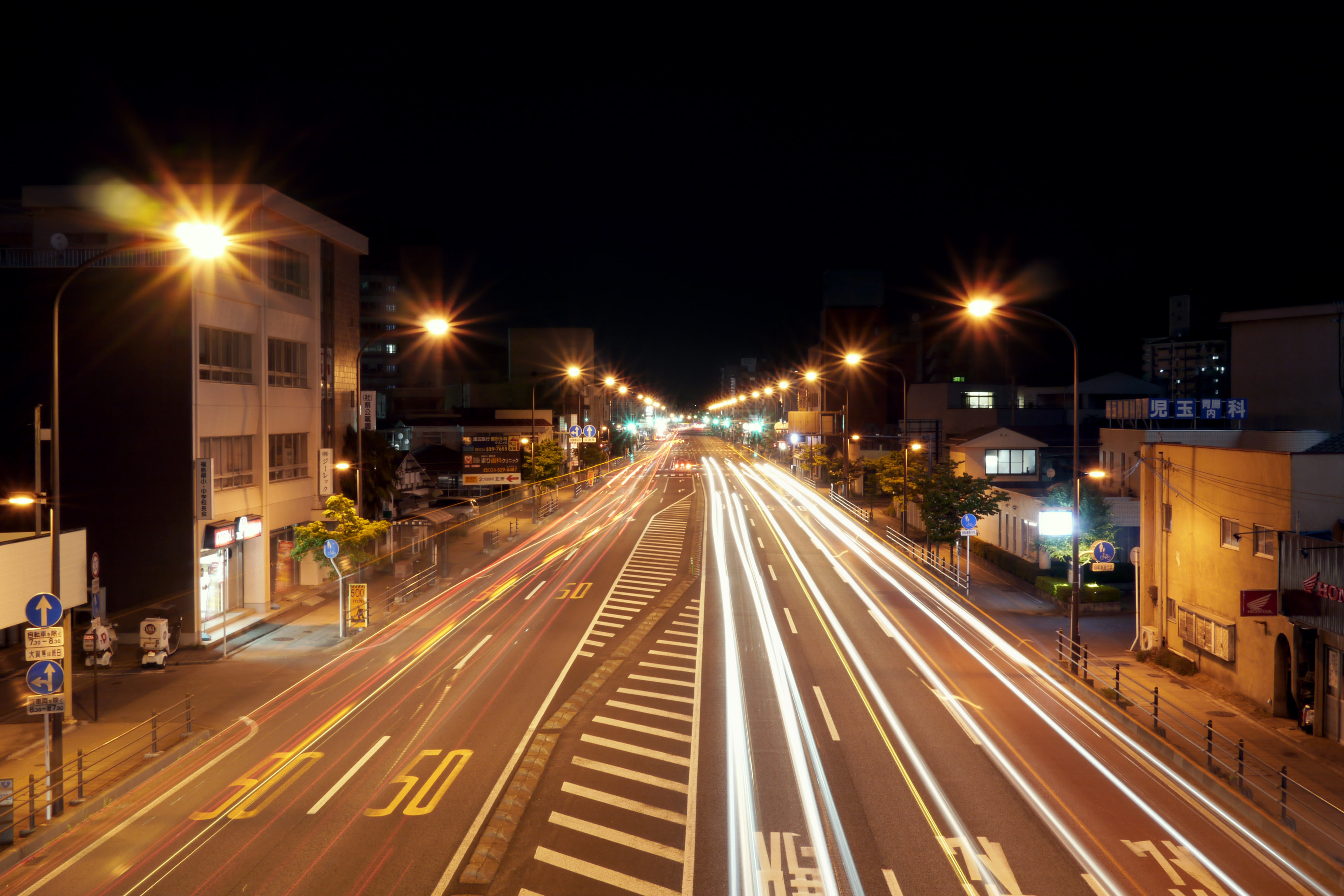
Ruta Nacional 4 en la ciudad de Fukushima.

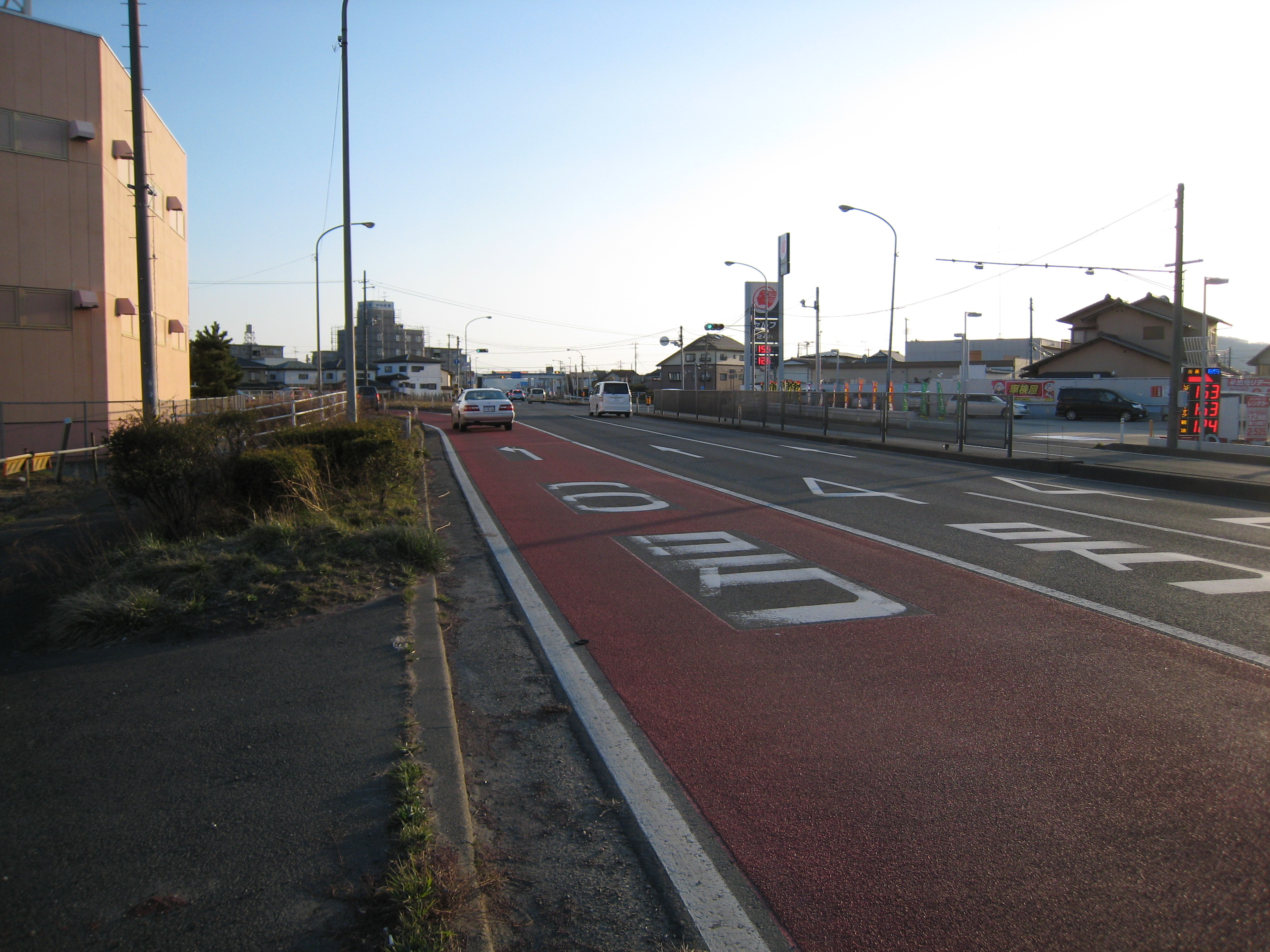
Ruta Nacional 4 e intercambiador a Ruta Nacional 6 en Iwanuma (Miyagi).

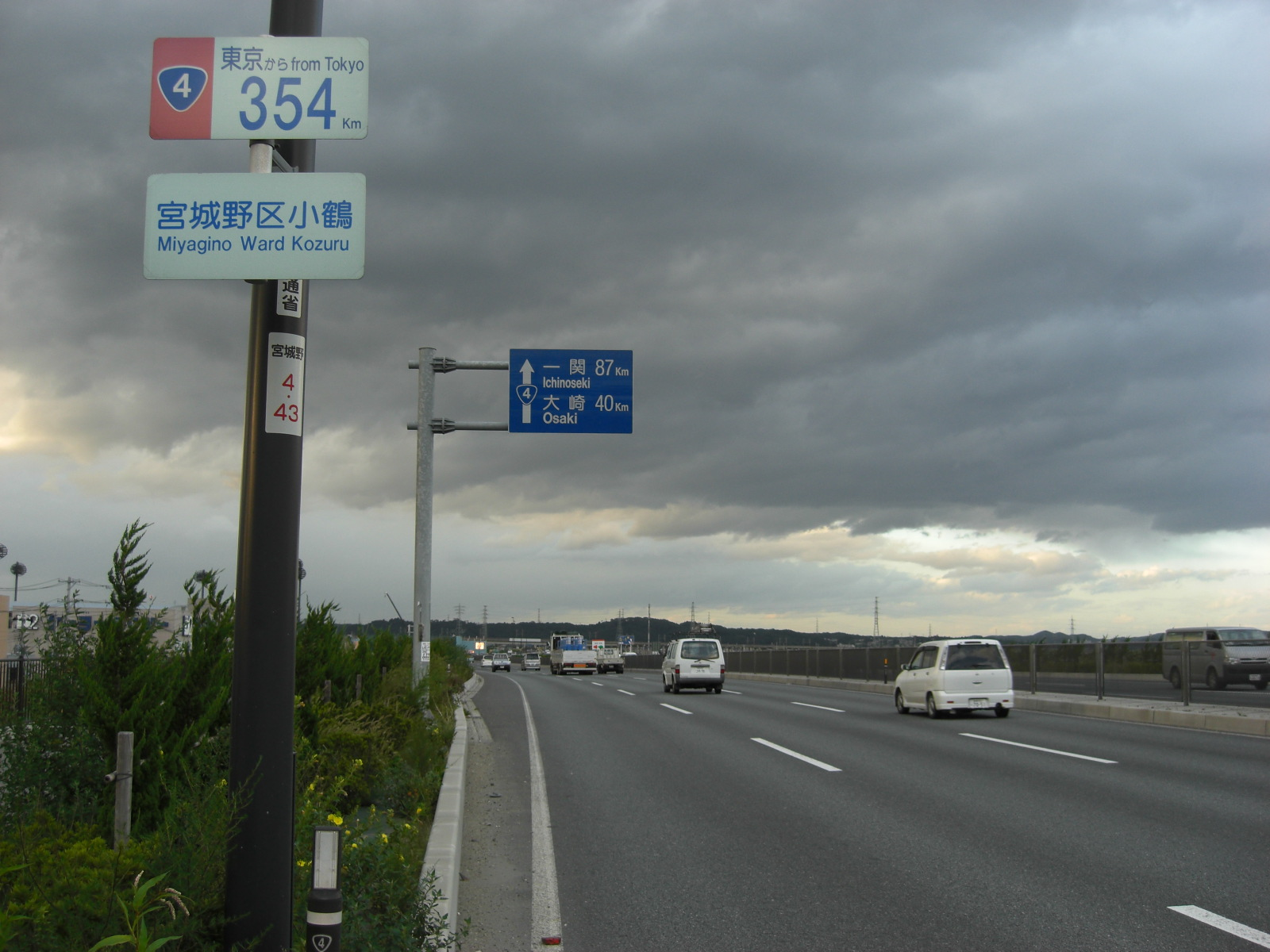
Ruta Nacional 4 en Sendai.

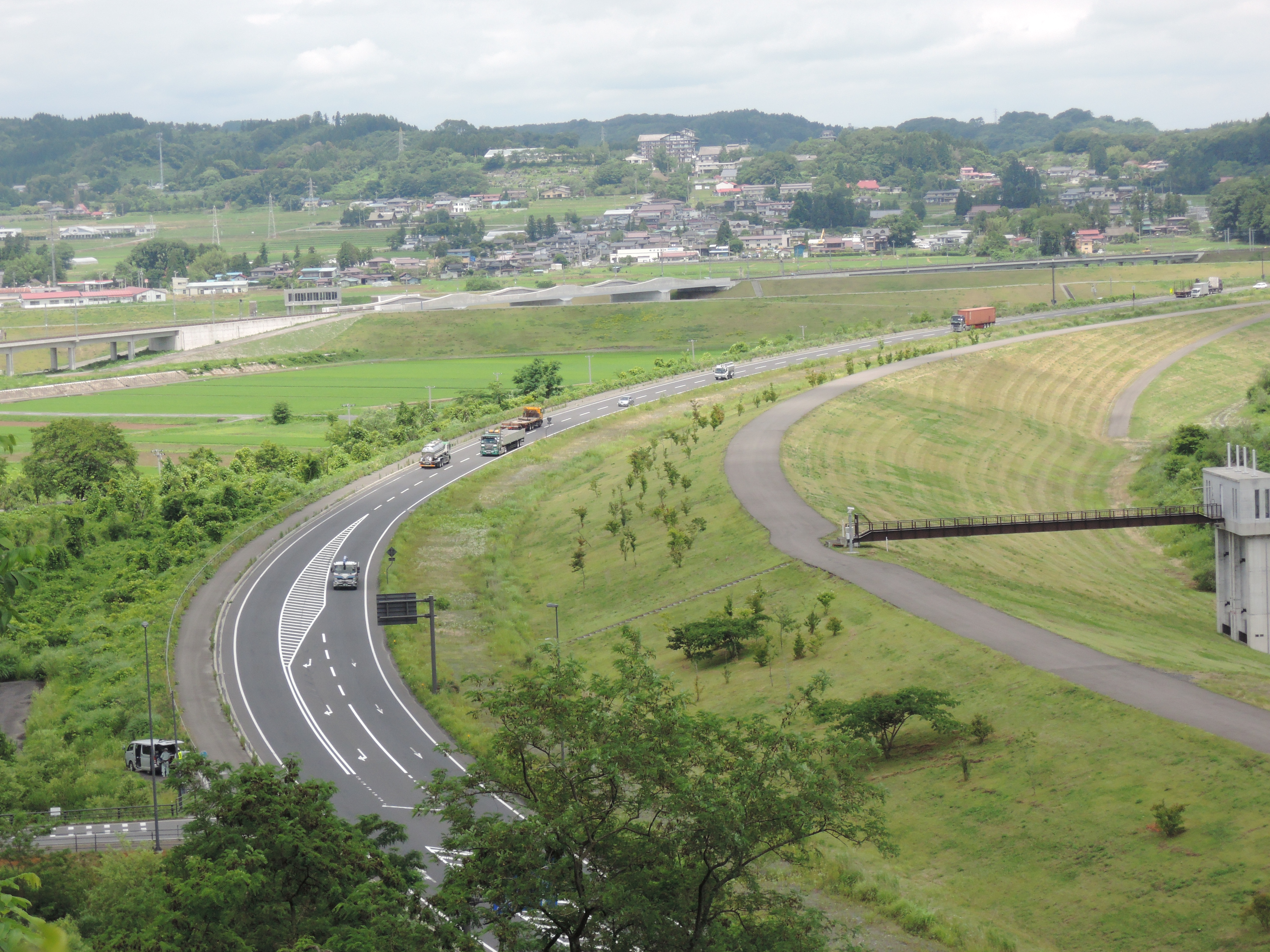
Ruta Nacional 4 en Hiraizumi (Iwate).

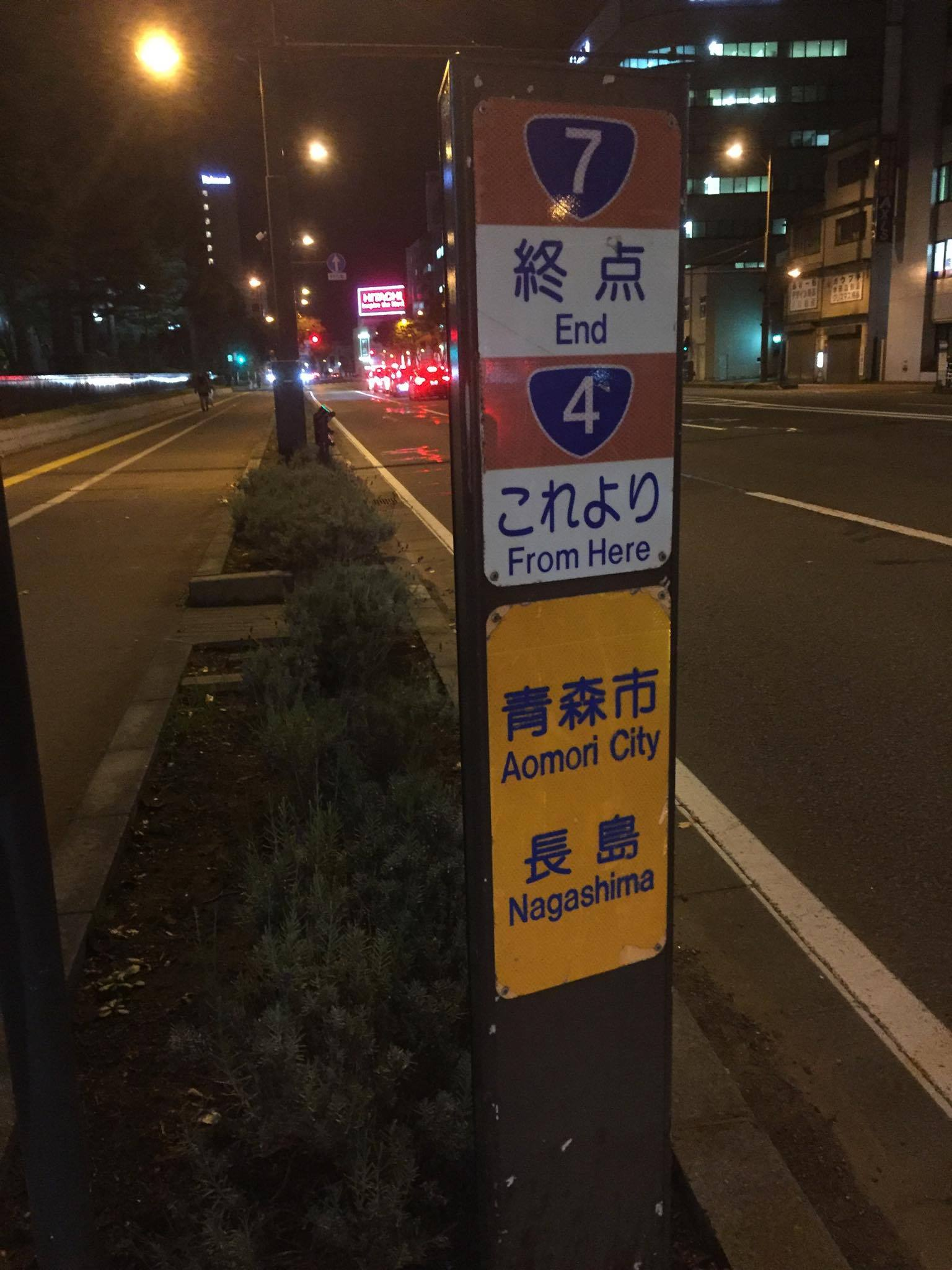
Fin de la Ruta Nacional 4 y fin de la Ruta Nacional 7 en Aomori.

El Punto de origen de la Ruta Nacional 4 es en Nihonbashi, Chūō, Tokio, que marca los orígenes de las rutas nacionales 1, 4, 6, 14, 15, 17 y 20.
La Ruta Nacional 4  tiene un trazado similar a la antigua ruta Ōshū Kaidō desde Tokio a Shirakawa en Fukushima y sus sub rutas Sendaidō y Matsumaedō. Sendaidō, una sub ruta de Ōshū Kaidō que conectaba Shirakawa con Sendai. Matsumaedō, otra sub ruta  de Ōshū Kaidō que comunicaba Sendai con Hokkaidō. Las primeras 17 estaciones de la antigua Ōshū Kaidō las compartía con la  antigua ruta Nikkō Kaidō. 
L a Ruta Nacional 4 desde la Prefectura de Saitama hasta la Prefectura de Iwate, es paralela a la autopista Tōhoku Expressway.  De Morioka en Iwate a Hachinohe en Aomori, es paralela a la Hachinohe Expressway.
La Ruta Nacional 4 termina en la ciudad de Aomori, y enfrentada  en el mismo sitio donde termina la Ruta Nacional 7.

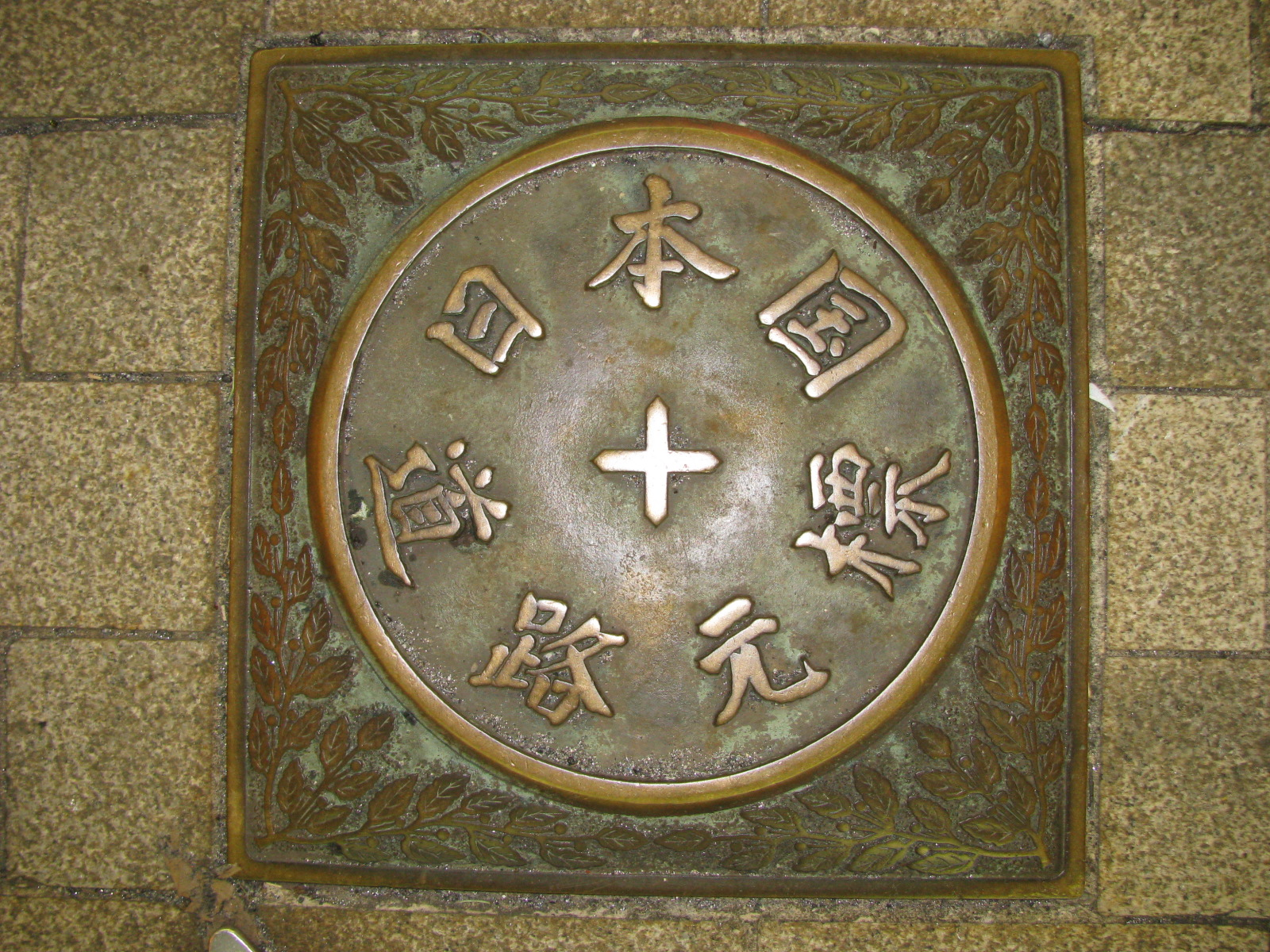
Kilómetro Cero en Nihonbashi, Chūō, Tokio.

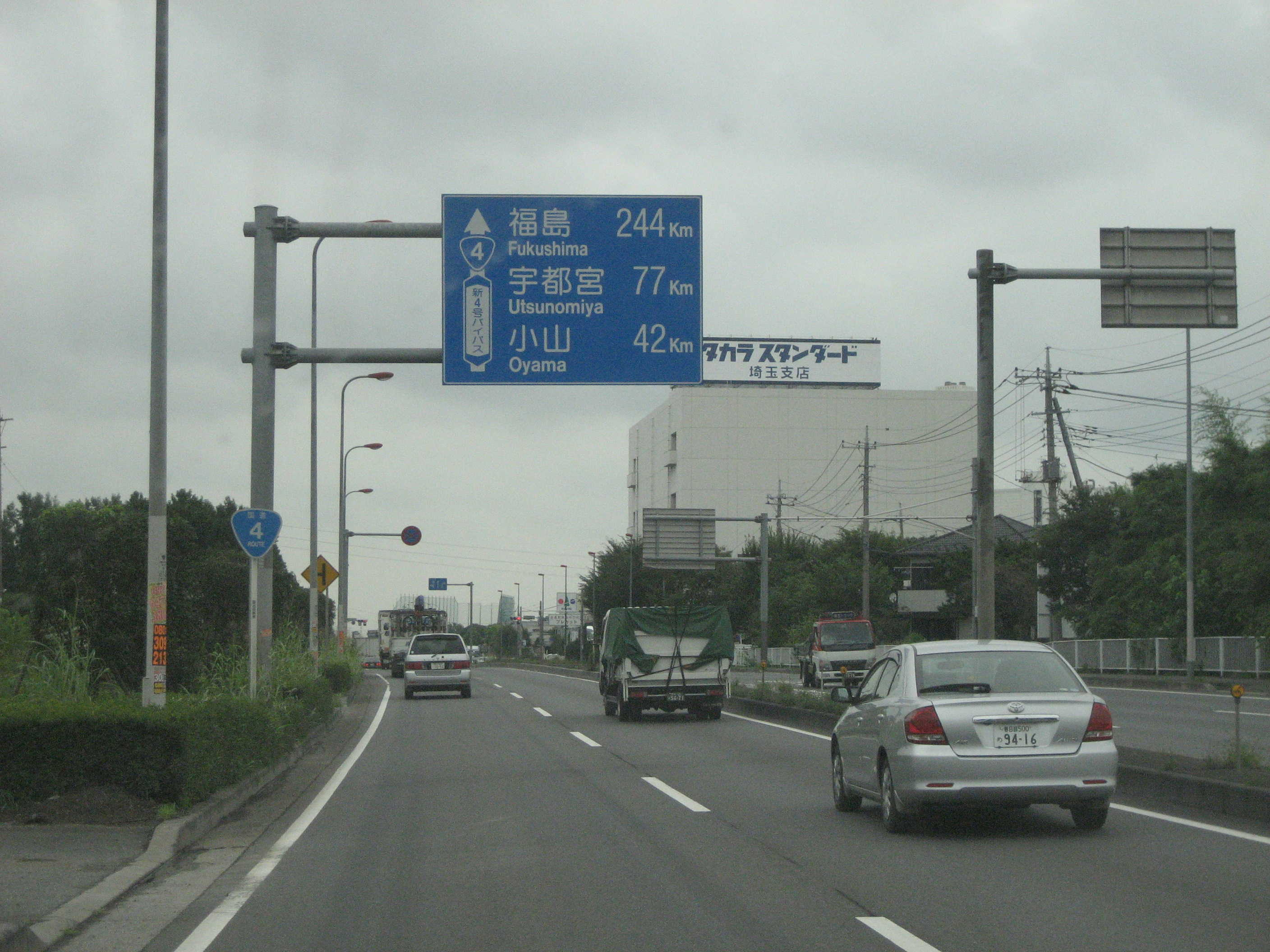
Ruta Nacional 4 en Kasukabe (Saitama).

## Principales intersecciones
| Localidad | Intersecciones                                                                                      | Notas | Prefectura |
| --- | --------------------------------------------------------------------------------------------------- | --- | ---------- |
| Punto de origen de la ruta en Nihonbashi, Chūō, Tokio. Las rutas 1, 15 y 20 se superponen y las rutas 4, 6, 14 y 17 también se superponen, en su origen. | | |            |
| (Nihonbashi) Chūō | Ruta Nacional 1 Ruta Nacional 15 Ruta Nacional 20 Ruta Nacional 17 Ruta Nacional 6 Ruta Nacional 14 | En Hihonbashi nacen siete rutas nacionales. La Ruta Nacional 4 se superpone desde el punto de origen con otras tres rutas: Ruta Nacional 17 hasta la intersección Muromachi 3 chōme Ruta Nacional 6 hasta la intersección Honchō 3-chōme Ruta Nacional 14 hasta la intersección Honchō 3-chōme | Tokio      |
| Chiyoda | | | Tokio      |
| Taitō | | | Tokio      |
| Arakawa | | | Tokio      |
| Adachi | Ruta C2                                                                                             | Anillo central C2 (Tokio) | Tokio      |
| Sōka | Ruta Nacional 298                                                                                   | | Saitama    |
| Koshigaya | Ruta Nacional 463                                                                                   | | Saitama    |
| Kasukabe | Ruta Nacional 16                                                                                    | | Saitama    |
| Sugito | | | Saitama    |
| Satte | | | Saitama    |
| Kuki | Ruta Nacional 125                                                                                   | | Saitama    |
| Koga | Ruta Nacional 354 Ruta Nacional 125                                                                 | | Ibaraki    |
| Nogi | | | Tochigi    |
| Oyama | Ruta Nacional 50                                                                                    | | Tochigi    |
| Shimotsuke | Ruta Nacional 352                                                                                   | | Tochigi    |
| Kaminokawa | E50 Kita-Kantō Expressway                                                                           | | Tochigi    |
| Utsunomiya | Ruta Nacional 121 Ruta Nacional 123 Ruta Nacional 119                                               | | Tochigi    |
| Takanezawa | Ruta Nacional 408                                                                                   | | Tochigi    |
| Sakura | Ruta Nacional 293                                                                                   | | Tochigi    |
| Yaita | E4 Tōhoku Expressway Ruta Nacional 461                                                              | | Tochigi    |
| Ōtawara | Ruta Nacional 461                                                                                   | | Tochigi    |
| Nasushiobara | Ruta Nacional 400                                                                                   | | Tochigi    |
| Kuroiso | | | Tochigi    |
| Nasu | | | Tochigi    |
| Nishigō | | | Fukushima  |
| Shirakawa | Ruta Nacional 289 Ruta Nacional 294                                                                 | | Fukushima  |
| Izumizaki | | | Fukushima  |
| Yabuki | E4 Tōhoku Expressway                                                                                | | Fukushima  |
| Kagamiishi | | | Fukushima  |
| Sukagawa | Ruta Nacional 118                                                                                   | | Fukushima  |
| Kōriyama | Ruta Nacional 49 Ruta Nacional 288                                                                  | | Fukushima  |
| Motomiya | E4 Tōhoku Expressway                                                                                | | Fukushima  |
| Ōtama | | | Fukushima  |
| Nihonmatsu | Ruta Nacional 459                                                                                   | | Fukushima  |
| Fukushima | Ruta Nacional 115 Ruta Nacional 13 Ruta Nacional 114                                                | | Fukushima  |
| Date | Ruta Nacional 399                                                                                   | | Fukushima  |
| Koori | | | Fukushima  |
| Kunimi | | | Fukushima  |
| Shiroishi | Ruta Nacional 113 Ruta Nacional 457 E4 Tōhoku Expressway                                            | | Miyagi     |
| Zaō | | | Miyagi     |
| Ōgawara | | | Miyagi     |
| Murata | | | Miyagi     |
| Shibata | Ruta Nacional 349                                                                                   | | Miyagi     |
| Iwanuma | Ruta Nacional 6                                                                                     | La Ruta Nacional 4 se superpone con la Ruta Nacional 6 desde Iwanuma (Miyagi). | Miyagi     |
| Natori | Ruta Nacional 6                                                                                     | La Ruta Nacional 4 se superpone con la Ruta Nacional 6 desde Iwanuma (Miyagi). | Miyagi     |
| Sendai | Ruta Nacional 6 Ruta Nacional 45 E4 Tōhoku Expressway                                               | La Ruta Nacional 4 se superpone con la Ruta Nacional 6 desde Iwanuma (Miyagi). | Miyagi     |
| Tomiya | | | Miyagi     |
| Taiwa | | | Miyagi     |
| Shiroishi | | | Miyagi     |
| Ōhira | | | Miyagi     |
| Ōsaki | Ruta Nacional 347 Ruta Nacional 108 Ruta Nacional 47                                                | | Miyagi     |
| Kurihara | E4 Tōhoku Expressway Ruta Nacional 398                                                              | | Miyagi     |
| Ichinoseki | Ruta Nacional 284 Ruta Nacional 457 Ruta Nacional 342                                               | | Iwate      |
| Hiraizumi | E4 Tōhoku Expressway                                                                                | | Iwate      |
| Ōshū | Ruta Nacional 343 Ruta Nacional 397 E4 Tōhoku Expressway                                            | | Iwate      |
| Kanegasaki | | | Iwate      |
| Kitakami | Ruta Nacional 107                                                                                   | | Iwate      |
| Hanamaki | Ruta Nacional 283 E46 Kamaishi Expressway                                                           | | Iwate      |
| Shiwa | | | Iwate      |
| Yahaba | | | Iwate      |
| Morioka | Ruta Nacional 46 Ruta Nacional 396 Ruta Nacional 106 Ruta Nacional 455                              | | Iwate      |
| Takizawa | Ruta Nacional 282 E4 Tōhoku Expressway                                                              | | Iwate      |
| Iwate | Ruta Nacional 281                                                                                   | | Iwate      |
| Ichinohe | E4A Ichinohe Expressway                                                                             | | Iwate      |
| Ninohe | Ruta Nacional 395                                                                                   | | Iwate      |
| Sannohe | Ruta Nacional 104                                                                                   | | Aomori     |
| Nanbu | Ruta Nacional 104                                                                                   | | Aomori     |
| Gonohe | Ruta Nacional 454                                                                                   | | Aomori     |
| Towada | Ruta Nacional 45 Ruta Nacional 102                                                                  | | Aomori     |
| Shichinohe | Ruta Nacional 394 Shimokita Expressway                                                              | | Aomori     |
| Tōhoku | | | Aomori     |
| Noheji | Ruta Nacional 279                                                                                   | | Aomori     |
| Hiranai | | | Aomori     |
| Aomori | Ruta Nacional 103 Ruta Nacional 7                                                                   | La Ruta Nacional 4 termina en el mismo sitio donde termina la Ruta Nacional 7. | Aomori     |
| Punto final de la ruta en Aomori, Aomori. | | |            |